# Menfi
Menfi ist eine Stadt im Freien Gemeindekonsortium Agrigent in der Region Sizilien in Italien.

## Lage und Daten
Menfi liegt etwa 55 Kilometer nordwestlich von Agrigent, der Hauptstadt des Freien Gemeindekonsortiums. Die Stadt hat 11.834 Einwohner (Stand 31. Dezember 2023), die vorwiegend in Industrie, Landwirtschaft und in der Strickwarenherstellung beschäftigt sind.
Menfi bildet zusammen mit den Nachbargemeinden Sambuca di Sicilia, Santa Margherita di Belice und Sciacca eine der bedeutendsten Weinbauregionen Siziliens. Seit 1995 existiert für die Weinberge der Gemeinde mit der „DOC Menfi“ eine eigene kontrollierte Ursprungsbezeichnung für Qualitätswein (Denominazione di origine controllata).
Weitere Nachbargemeinden sind Castelvetrano (TP) und Montevago.
Nachdem der Bahnverkehr nach Menfi 1985 eingestellt wurde, ist der Ort heute nur noch auf der Straße zu erreichen.

## Geschichte
Menfi entstand in der Zeit der arabischen Vorherrschaft. Es hieß damals Burgiomilluso. Der Ort wurde um eine Festung gebaut. Friedrich II. ließ die zerstörte Festung wieder aufbauen, der Rest des Ortes zerfiel. 1698 wurde der Ort von Diego Tagliava Aragona neu gegründet. 1968 wurde der Ort von einem Erdbeben in Mitleidenschaft gezogen.

## Sehenswürdigkeiten
- Die Pfarrkirche, erbaut im 18. Jahrhundert, wurde bei dem Erdbeben 1968 stark beschädigt
- Schloss, das bei dem Erdbeben 1968 stark beschädigt wurde
- Pignatelli-Palast im neoklassischen Stil

## Töchter und Söhne der Stadt
- Salvatore Puccio (* 1989), Radrennfahrer

## Städtepartnerschaften
Menfi unterhält mit folgenden Städten Städtepartnerschaften:
- Ettlingen, Baden-Württemberg: Der Freundschaftsvertrag besteht seit 2004, seit 2007 besteht die Städtepartnerschaft.
- Morella in Spanien, seit 1999
- Chivilcoy in der argentinischen Provinz Buenos Aires
- Canelli in der Provinz Asti, seit 1997

Die Städtepartnerschaft mit Ettlingen ist entstanden, weil Mitte des 20. Jahrhunderts viele Gastarbeiter aus der Region Menfi nach Ettlingen kamen, da ihnen dort Arbeit angeboten wurde. Viele von ihnen fanden dort eine neue Heimat.